# Cantó d'Approuague-Kaw
El cantó d'Approuague-Kaw és una antiga divisió administrativa francesa situat a la regió d'ultramar de la Guaiana Francesa. El cantó aplega la comuna de Régina. Va existir de 1955 a 2015.

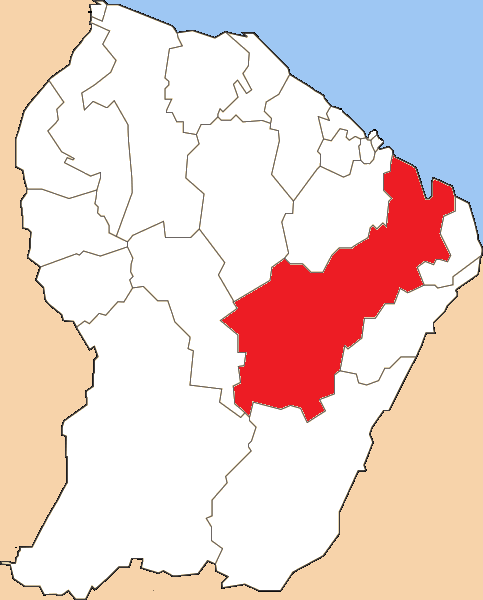
Cantó d'Approuague-Kaw

| Data d'elecció                       | Identitat     | Partit        | Qualitat |
| ------------------------------------ | ------------- | ------------- | -------- |
| 1979-2015                            | Pierre Désert | Divers droite |          |
| les dades anteriors són desconegudes |               |               |          |
|                                      |               |               |          |